# 悪魔城ドラキュラ黙示録
『悪魔城ドラキュラ黙示録』（あくまじょうドラキュラもくしろく、英題: Castlevania）は、コナミからアメリカにおいて1999年1月26日に発売されたNINTENDO 64用ソフトのアクションゲーム。日本では同年3月11日、ヨーロッパでは同年5月14日にそれぞれ発売された。悪魔城ドラキュラシリーズのNINTENDO 64での1作目である。またシリーズ初の3D作品である。
1999年末には外伝作品として『悪魔城ドラキュラ黙示録外伝 LEGEND OF CORNELL』が発売された。

## 本作の主な仕様
シリーズで初めて悪魔城のキャラクターやステージが3Dポリゴンで表現される。基本システムはステージクリア型の3Dアクションであるが、ステージによっては謎解き・探索の要素もある。作中の時代は19世紀であり、バイクに乗ったスケルトンやチェーンソーを振り回す大男、科学的なオブジェなどが登場する。音声は英語音声が一部あり、イベントシーンでは映画のような日本語字幕が付いている。
本作は、ベルモンドの血をひき先祖伝来の聖なる鞭を武器とするヴァンパイアキラーのラインハルト・シュナイダーと、魔導一族ヴェルナンデスの血をひき魔法で攻撃する少女キャリー・ヴェルナンデスという2人の主人公が、復活したドラキュラ伯爵を封印するべく悪魔城へ向かう内容である。ゲーム開始時には2人のうちのいずれかを選ぶが、2人のシナリオはそれぞれ別で、ステージルートは2人共通のステージとそれぞれ専用のステージが設けられており、ボス敵やイベントなど異なるものもある。ゲーム内日数によって最終部近くのイベントやエンディングも分岐し、ラインハルトとキャリーそれぞれ2通りずつ、全部で4つのマルチエンディングとなっている。
また、3種類の難易度（Easy、Normal、Hard）のうち、Easyでは途中（悪魔城中心部）までしか行けず、Hardは特定の条件を満たすことで解放される。
キャラクター操作においては、基本攻撃と近距離攻撃、さらにはサブウェポンによる攻撃が存在する。近距離攻撃は基本攻撃よりも攻撃力は低いが、出が速く、走りながらも攻撃でき、体にまとわりつく敵などにも対処できる。また、短剣といったサブウェポンはアイテムとして1つだけ所持できるほか、使用に際しては従来のハートに相当するレッドジュエルを消費する。また、カメラ操作による視点移動も可能である。
本作においては日数と時刻の概念が存在し、時間帯によって敵の強さや仕掛けの挙動が変化する仕組みが取られているほか、野外では時間の経過によって雷が鳴ったり雨が降ったりと天候も変わっていく。「アイテム」の要素もあり、ステージ内で拾ったり、オブジェを調べたり、お金で購入する事ができる。
敵のうち吸血鬼になった村人などヴァンパイア系の敵が吸血攻撃を行い、噛まれることによってステータス異常の半吸血鬼状態となることで近距離武器しか使えなくなり、そのまま夜の午前0時を迎えると完全に吸血鬼化してゲームオーバーになる。半吸血鬼状態の解消には、アイテムの浄化石を使用する必要がある。

## キャラクター
ラインハルト・シュナイダー
声：アンドリュー・ハンキンソン
ベルモンド一族の正統ヴァンパイアキラー。故郷ワラキアの森で修行の日々を過ごしていたがドラキュラ復活を知り、先祖伝来の聖なる鞭を手に魔王ドラキュラ伯爵討伐に立つ。「無抵抗の者を攻撃してはならない」という父ミハイルの教えを守り、真面目で信心深い。
基本攻撃は、中距離武器の鞭と近距離用武器のダガーである。鞭は2段階までパワーアップ可能で、3段階目になると攻撃力と射程が増して鞭振りに赤いエフェクトがつく。
キャリー・ヴェルナンデス
声：ビアンカ・アレン
魔導一族・ヴェルナンデスの出身である12歳の少女。数年前、あることをきっかけに退魔の力が覚醒した。魔王ドラキュラ伯爵の復活が迫っていることを感じとり、不幸になる子供を増やさないため、ドラキュラ封印を決意し、一族の証である退魔の力をふるって悪魔城を目指す。子供扱いされることを嫌う。
キャリーの基本攻撃は、遠距離攻撃可能な魔法エネボールと近距離用のリング。エネボールはボタン押しっぱなしで溜めることが可能で、溜めると攻撃力が増して敵を自動追尾するホーミング性能がつく。こちらもアイテム取得により2段階までパワーアップ可能で、攻撃力が増しエネボールの色が変わる。
ドラキュラ伯爵
声：不明
ベルモンドとの戦いより100年後、邪悪な魔力と共に再び蘇った吸血鬼。魔物を操って町や村を焼き払い、ある目的のため、幼い子供たちを悪魔城に連れ去る。
マルス声：HARALD GJERD
ワラキア地方の小さな町の少年。魔物達の襲撃で町は焼き払われ、マルスは生き延びるが、悪魔城に連れ去らわれドラキュラ伯爵に捕らえられる。狙われた理由はマルス自身も知らず悪魔城別邸の庭園にて、記憶の多くが失われた形で、主人公たちと出会う。
アクトリーセ
魔女。吸血鬼ジルドレ、死神とともにドラキュラの復活を目論む。
レノン
悪魔。人の姿をしており紳士的態度で物腰柔らかく、見た目はジャン・レノ似。悪魔城別邸内に置かれている契約書を前に姿を現し、その後も契約書とともに各所で現れる。城に来た冒険者などの人間にアイテム販売の契約をする商人であり、「地獄の沙汰も金次第」という商売優先のビジネスマン気質であるが、契約書には実は恐ろしいことになるかもしれない内容も書かれている。なお、稼ぎ時となる状況の場合、個人との取引よりもそちらを優先するが、その折は連絡を入れる心持ちはある。
チャーリー・ビンセント
「最強のヴァンパイアキラー」を自称する初老の男。有名な吸血鬼研究の第一人者で、吸血鬼に関連する著書や論文なども出している。復活したドラキュラ退治のため、聖水・白木の杭・大小各種の十字架など対吸血鬼道具を全身に身に着けて訪れた。悪魔城別邸の一室に滞在中に主人公たちと出会う。
ローゼ
吸血鬼になってまだ日が浅い元人間の女性。信心深く、吸血鬼になってしまった身を嘆いている。悪魔城別邸のバラ園でラインハルト達と出会う。バラの世話をしており、白いバラに水の代わりに血を注いで赤くし、ドラキュラ伯爵に捧げる赤いバラを育てている。

## 主なスタッフ
- エグゼクティブプロデューサー: 梅崎重治
- プロデューサー: 蛭子悦延
- ディレクター: 柴田裕治
- プランナー: 薬師寺健雄、森澤友裕、柴田洋、福山愛（柴田愛）、中島貴広
- プログラムディレクター: 柴田裕治
- チーフプログラマー: 柴田洋
- チーフデザイナー: 森澤友裕
- サウンドディレクター: 冨田朋也
- ミュージックコンポーザー: 木村雅彦、古川元亮、江川麻理子
- イラストレーター: 梅津泰臣
- 声優: ANDREW HANKINSON（ラインハルト）、BIANCA ALLEN（キャリー）、HARALD GJERD（マルス）、SCOTT MCCULLOCH（ナレーション）

## 関連商品
攻略本
- 「悪魔城ドラキュラ黙示録 公式ガイド」（NTT出版）1999年3月11日、ISBN 9784757180444
- 「悪魔城ドラキュラ黙示録 パーフェクトガイド」（新紀元社）1999年3月27日、ISBN 9784883177431
- 「悪魔城ドラキュラ黙示録 公式ガイドブック 完全版」（双葉社）1999年4月20日、ISBN 9784575161618

音楽CD
- 「悪魔城ドラキュラ黙示録 オリジナル・ゲーム・サウンドトラック」